# Cessna 180
Cessna 180 är ett högvingat flygplan från Cessna i helmetallkonstruktion försett med ett landställ av sporrhjulstyp. Maskinen finns i två versioner, en med fyra säten respektive en med sex säten ombord. Cessna 180 producerades mellan 1953 och 1981.